# Sainte-Rose (Nouveau-Brunswick)
Pour les articles homonymes, voir Sainte-Rose.
Sainte-Rose,, ou Sainte-Rose-Gloucester, est un village du Nouveau-Brunswick faisant partie du Gloucester. C'est un district de services locaux fusionné au Grand Tracadie-Sheila le 1er juillet 2014.

## Toponymie
Le village a porté le nom de Rosebank jusqu'en 1935.

## Géographie

### Situation et topographie
Sainte-Rose est situé à 75 kilomètres de route et à 50 kilomètres à vol d'oiseau à l'est de Bathurst, dans la Péninsule acadienne. Le DSL a une superficie de 48,57 km2.
Sainte-Rose possède un territoire grossièrement rectangulaire, orienté est-ouest, et limitrophe de Landry au nord et à l'est, de Six Roads au sud-est, de Pont-Landry au sud, de la paroisse de Saint-Isidore à l'ouest et de la paroisse de Paquetville au nord-ouest.
Le village est traversé d'est en ouest par la route 355, elle est reliée à la route 11 à l'est et à la route 135 à l'ouest. Le chemin Boudreau vers Landry, le chemin Saint-Raymond vers Pont-Landry et le chemin Dugayville vers la paroisse de Saint-Isidore sont des voies d'accès secondaires. Sainte-Rose n'est pas accessible en transport en commun.
La plupart des résidences sont situées le long de la route 355, faisant de Sainte-Rose un village-rue. Il y a aussi le hameau de Chemin-Boudreau (Boudreau Road) au nord. De plus, on peut différencier Haut-Sainte-Rose, à l'ouest, de Sainte-Rose-Gloucester, à l'est.
Sainte-Rose est généralement considérée comme faisant partie de l'Acadie.

### Géologie
Le sous-sol de Sainte-Rose est composé principalement de roches sédimentaires du groupe de Pictou datant du Pennsylvanien (entre 300 et 311 millions d'années).

## Histoire
Sainte-Rose est situé dans le territoire historique des Micmacs, plus précisément dans le district de Sigenigteoag, qui comprend l'actuel côte Est du Nouveau-Brunswick, jusqu'à la baie de Fundy.
Le 17 août 1693, le Conseil souverain donne la concession de Pokemouche à Philippe Hesnault, de Nipisiguit, lui ajoutant trois lieues de largeur dans la vallée, un territoire qui inclut le site de Sainte-Rose. Michel Degrez, qui possédait auparavant la seigneurie, devait 200 livres à Hesnault, ce qui explique probablement cette décision. Hesnault ne s'établit pas sur les lieux et d'autres marchands en profitent pour chasser sur ses terres. Il porte plainte au Conseil et obtient gain de cause le 30 août 1705 contre le directeur général de la Compagnie de Mont-Louis, Jean de Clarmont. On ne sait pas avec précision ce qui est arrivé au fief de Pokemouche après la mort d'Hesnault.
Sainte-Rose est fondé durant la seconde moitié du XIXe siècle en vertu de la Free Grants Act (Loi sur les concessions gratuites).
La Caisse populaire de Sainte-Rose est fondée en 1944 et fusionne avec celle de Tracadie en 1998.
Sainte-Rose est l'une des localités organisatrices du IVe Congrès mondial acadien, en 2009. La caisse populaire ferme ses portes le 26 avril 2012.

## Administration

### Comité consultatif
En tant que district de services locaux, Sainte-Rose est administré directement par le Ministère des Gouvernements locaux du Nouveau-Brunswick, secondé par un comité consultatif élu composé de cinq membres dont un président.

### Commission de services régionaux
Sainte-Rose fait partie de la Région 4, une commission de services régionaux (CSR) devant commencer officiellement ses activités le 1er janvier 2013. Contrairement aux municipalités, les DSL sont représentés au conseil par un nombre de représentants proportionnel à leur population et leur assiette fiscale. Ces représentants sont élus par les présidents des DSL mais sont nommés par le gouvernement s'il n'y a pas assez de présidents en fonction. Les services obligatoirement offerts par les CSR sont l'aménagement régional, l'aménagement local dans le cas des DSL, la gestion des déchets solides, la planification des mesures d'urgence ainsi que la collaboration en matière de services de police, la planification et le partage des coûts des infrastructures régionales de sport, de loisirs et de culture; d'autres services pourraient s'ajouter à cette liste.
Le 1er juillet 2014, Sainte-Rose rejoindra la nouvelle municipalité régionale du Grand Tracadie-Sheila. Cette constitution fait suite à un plébiscite tenu en décembre 2013. La nouvelle municipalité comprendra dix-neuf autres districts de services locaux ainsi que la ville de Tracadie-Sheila.

### Représentation
Nouveau-Brunswick: Sainte-Rose fait partie de la circonscription de Centre-Péninsule—Saint-Sauveur, qui est représentée à l'Assemblée législative du Nouveau-Brunswick par Denis Landry, du Parti libéral. Il fut élu en 2003 puis réélu en 2008 et en 2010.
 Canada: Sainte-Rose fait partie de la circonscription fédérale d'Acadie-Bathurst. Cette circonscription est représentée à la Chambre des communes du Canada par Yvon Godin, du NPD. Il fut élu lors de l'élection de 1997 contre le député sortant Doug Young, en raison du mécontentement provoqué par une réforme du régime d’assurance-emploi.

## Économie
Entreprise Péninsule, un organisme basé à Tracadie-Sheila faisant partie du réseau Entreprise, a la responsabilité du développement économique de la région.
L'économie de la Péninsule acadienne est basée sur les ressources naturelles ainsi que les services et la fabrication. Pourtant, le développement au village est avant tout résidentiel et l'une des principales opportunités économiques sont les emplois dans la fonction publique à Caraquet et Tracadie-Sheila. La population active est d'ailleurs très mobile et 20 % des hommes de la Péninsule travaillent à l'extérieur .

## Vivre à Sainte-Rose

### Éducation
Les élèves francophones bénéficient d'écoles à Pont-Landry et à Tracadie-Sheila. La ville de Shippagan compte le CCNB-Péninsule acadienne et un campus de l'Université de Moncton.
Les anglophones bénéficient d'une école à Brantville accueillant les élèves de la maternelle à la huitième année. Ils doivent ensuite poursuivre leurs études à Miramichi. Les établissements d'enseignement supérieurs anglophones les plus proches sont à Fredericton ou Miramichi.
Il y a une bibliothèque publique à Tracadie-Sheila. Le bibliobus du Nord fait toutefois un arrêt au village.

### Autres services publics
La population est dépendante des localités environnantes, notamment Tracadie-Sheila et Caraquet, pour ses services. Le détachement de la Gendarmerie royale du Canada le plus proche est d'ailleurs situé à Tracadie-Sheila. Le poste d'Ambulance Nouveau-Brunswick et l'hôpital les plus proches sont aussi à Tracadie-Sheila. Le bureau de poste le plus proche est quant à lui à Saint-Isidore.
La centrale à turbine à combustion de Sainte-Rose, opérée par Énergie NB, a une capacité de 100 mégawatt. Elle fonctionne depuis 1991.
Existant depuis le 20 juillet 1995, la Commission de gestion des déchets solides de la Péninsule acadienne (COGEDES) a son siège-social à Caraquet. Les déchets sont transférés au centre de transbordement de Tracadie-Sheila et les matières non-recyclables sont ensuite enfouies à Allardville.
Les francophones bénéficient du quotidien L'Acadie nouvelle, publié à Caraquet, ainsi que de l'hebdomadaire L'Étoile, de Dieppe. Les anglophones bénéficient quant à eux du quotidien Telegraph-Journal, publié à Saint-Jean.

## Culture

### Architecture et monuments
L'église Sainte-Rose-de-Lima est un site historique provincial. C'est un édifice de style néo-gothique construit en 1908 sous la supervision du maître-charpentier Eucher Duguay, né à Saint-Raphaël-sur-Mer, à l'Île de Lamèque, en 1854. Eucher Duguay a été navigateur et charpentier de marine pendant 27 ans avant de devenir charpentier à plein temps. Plusieurs exemples de son travail sur les édifices de la région n'existent plus. La valeur patrimoniale de cette église est un bel exemple de la technique et des talents d'artisan d'Eucher Duguay. Le plafond voûté, les murs, les colonnes et les bancs vernis sont d'intérêts. L'édifice est en bois. L'extérieur est peint en blanc tandis que l'intérieur est simplement vernis. La cloche provient de la fonderie Paccard en France.